# Паоло Елеутері Серп'єрі
Па́оло Елеуте́рі Серп'є́рі (італ. Paolo Eleuteri Serpieri; *29 лютого 1944, місто Венеція) — італійський автор та ілюстратор коміксів, відомий своїми роботами з досить докладно промальованими людськими формами, зокрема жіночими. Отримав світове визнання завдяки науково-фантастичної еротичної серії Druuna.

## Біографія
Паоло Елеутері народився 29 лютого 1944 року у Венеції, у молодості переїхав до Риму. Вивчав архітектуру та живопис в Академії витончених мистецтв під керівництвом Ренато Гуттузо. Кар'єру художника почав 1966 року, але 1975 року переключився на комікси. Виконував замовлення для італійського журналу «Lanciostory». Будучи шанувальником вестернів разом з художником Раффаелем Амброзіо із «L'Histoire du Far-West» створив серію коміксів про Дикий Захід, яка була опублікована у журналах «Lanciostory» та «Skorpio». Починаючи з 1980 року працював над колекцією «Découvrir la Bible», а також над короткими розповідями для журналів «L'Eternauta», «Il Fumetto» та «Orient Express».
1985 року Паоло Елеутері опублікував «Morbus Gravis», першу роботу з серії Druuna. Серії притаманні реалістичні картинки, включаючи сцен насильства та сексу. Комікси стали дуже успішними, продавались накладом більше мільйона 12 мовами. Переклад англійською друкували у журналі «Heavy Metal». Враховуючи великий інтерес до серії, Серп'єрі опублікував численні альбоми, такі як «Obsession», «Druuna X», «Druuna X 2», «Croquis», «Serpieri Sketchbook», «Serpieri Sketchbook 2» та «The Sweet Smell of Woman». Високо деталізовані образи героїнь його коміксів здобули для художника звання «Майстра сідниць». Серп'єрі також приписують виконання робіт для відеогри «Druuna».
1995 року отримав нагороду «Harvey Award» у номінації «Найкраще американське видання зарубіжних матеріалів».